# Turó del Castell d'Arraona
|  | Aquest article tracta sobre el Castell d'Arraona. Vegeu-ne altres significats a «Arraona (desambiguació)». |

El Turó del Castell d'Arraona és una muntanya de 212 metres msnm que es troba al municipi de Sabadell, a la comarca del Vallès Occidental.
Dalt del cim, hi resten les ruïnes de l'antic castell d'Arraona.